# میراتوواتس
میراتوواتس (به صربی: Miratovac) یک منطقهٔ مسکونی در صربستان است که در پریچو واقع شده‌است. میراتوواتس ۲۵٫۰۵ کیلومتر مربع مساحت و ۲٬۷۷۴ نفر جمعیت دارد.